# 雙連擊
雙連擊（英語：Double tap），是射擊技巧的一種，由威廉·費爾貝恩及艾瑞克·賽克斯於1930年代在上海英租界當警長時為了克服全金屬披甲彈的限制而發明。早期的全金屬包覆彈殺傷力較弱，為彌補這缺陷射擊者會在短時間內連發兩槍於同一位置（或非常接近的位置）之上，兩個彈孔會有很大程度的重疊。如果技巧熟練的話，第一發與第二發子彈之間再瞄準的時間可以大幅縮短，乍看之下就好像急速板了兩下機一樣。這技巧至今已廣被世界各地的軍隊及警察的特別行動組人員所採用。